# トレイシー・アン・ウォレン
トレイシー・アン・ウォレン（Tracy Anne Warren）は、アメリカ合衆国のロマンス作家。主な執筆ジャンルは、リージェンシー・ロマンス（英国摂政期を舞台とした歴史ロマンス作品）。

## 経歴
初めて小説を書いたのは17才の頃だった。オハイオ州立大学で歴史の学位を取得。金融業界で数年間勤務した後、作家に転身する。デビュー作『あやまちは愛』（原題：The Husband Trap ）は、『USAトゥデイ』のベストセラー・リストにランクインするなど、読者のみならず批評家などからも高評価を得た。
現在はメリーランド州在住。複数の猫を飼っており、公式サイトでは猫との暮らしぶりも公開している愛猫家である。忙しくない時は猫とじゃれ合ったり、映画や音楽鑑賞を楽しむ。

## 作品リスト
| 邦題                     | 原題                            | シリーズ                           | 刊行年              | 刊行年月   | 訳者     | 出版社   | ジャンル     |
| ------------------------ | ------------------------------- | ---------------------------------- | ------------------- | ---------- | -------- | -------- | ------------ |
| あやまちは愛             | The Husband Trap                | トラップ三部作 1                   | 2006年03月          | 2007年06月 | 久野郁子 | 二見文庫 | 歴史ロマンス |
| 愛といつわりの誓い       | The Wife Trap                   | トラップ三部作 2                   | 2006年04月          | 2008年05月 | 久野郁子 | 二見文庫 | 歴史ロマンス |
|                          | The Wedding Trap                | トラップ三部作 3                   | 2006年05月          |            |          |          | 歴史ロマンス |
| 昼下がりの密会           | My Fair Mistress                | ミストレス三部作 1                 | 2007年10月          | 2009年04月 | 久野郁子 | 二見文庫 | 歴史ロマンス |
| 月明りのくちづけ         | The Accidental Mistress         | ミストレス三部作 2                 | 2007年11月          | 2009年12月 | 久野郁子 | 二見文庫 | 歴史ロマンス |
| 甘い蜜に溺れて           | His Favorite Mistress           | ミストレス三部作 3                 | 2007年12月          | 2010年06月 | 久野郁子 | 二見文庫 | 歴史ロマンス |
| その夢からさめても       | Tempted By His Kiss             | バイロン シリーズ 1                | 2009年02月          | 2011年07月 | 久野郁子 | 二見文庫 | 歴史ロマンス |
| ふたりきりの花園で       | Seduced By His Touch            | バイロン シリーズ 2                | 2009年08月          | 2012年01月 | 久野郁子 | 二見文庫 | 歴史ロマンス |
|                          | Four Dukes and a Devil （中編） | バイロン シリーズ 2.5              | 2009年06月          |            |          |          | 歴史ロマンス |
| あなたに恋すればこそ     | At The Duke's Pleasure          | バイロン シリーズ 3                | 2010年01月          | 2012年05月 | 久野郁子 | 二見文庫 | 歴史ロマンス |
| この夜が明けるまでは     | Wicked Delights Of A Bridal Bed | バイロン シリーズ 4                | 2010年08月          | 2013年04月 | 久野郁子 | 二見文庫 | 歴史ロマンス |
| すみれの香りに魅せられて | The Bed and the Bachelor        | バイロン シリーズ 5                | 2011年07月          | 2014年02月 | 久野郁子 | 二見文庫 | 歴史ロマンス |
| 純白のドレスを脱ぐとき   | The Princess and the Peer       | プリンセス シリーズ 1              | 2012年04月          | 2015年01月 | 久野郁子 | 二見文庫 | 歴史ロマンス |
| 薔薇のティアラをはずして | Her Highness and the Highlander | プリンセス シリーズ 2              | 2012年11月          | 2015年06月 | 久野郁子 | 二見文庫 | 歴史ロマンス |
| 真紅のシルクに口づけを   | The Trouble with Princesses     | プリンセス シリーズ 3              | 2013年11月          | 2016年11月 | 久野郁子 | 二見文庫 | 歴史ロマンス |
|                          | The Last Man on Earth           | グレイソン シリーズ 1              | 2014年01月          |            |          |          | 現代ロマンス |
|                          | The Man Plan                    | グレイソン シリーズ 2              | 2014年08月          |            |          |          | 現代ロマンス |
| 真珠の涙がかわくとき     | The Bedding Proposal            | Rakes of Cavendish Square 三部作 1 | 2015年03月          | 2015年12月 | 久野郁子 | 二見文庫 | 歴史ロマンス |
|                          | Mad About The Man               | グレイソン シリーズ 3              | 2015年10月          |            |          |          | 現代ロマンス |
|                          | Happily Bedded Bliss            | Rakes of Cavendish Square 三部作 2 | 2016年03月 （予定） |            |          |          | 歴史ロマンス |